# レオ・マンセル
レオ・ジェームズ・マンセル（Leo James Mansell、1985年1月4日 - ）は、イングランド（イギリス）・マン島出身のレーシングドライバー。
1992年F1ワールドチャンピオン、1993年CARTチャンピオンのナイジェル・マンセルの息子で、レーシングドライバーのグレッグ・マンセルの兄である。

## 経歴
2000年に弟と一緒にカートからスタートし、同じシリーズで参戦していた。2006年、フォーミュラ・BMW UKでフォーミュラカーレースに進出。
同年にイギリスF3選手権最終戦スラクストンで招待選手としてフォーテック・モータースポーツから参戦し、レース1では14位、レース2では13位だった。
2008年7月14日、父のナイジェルと共にエストリル・サーキットでチェンバレン＝シナジー・チームの「ル・マン」プロトタイプマシン・ローラ＝AER B06/10をテストし、2009年のル・マン・シリーズでGT2クラスに参戦し、フェラーリ・F430をドライブした。
2010年、弟のグレッグ、父のナイジェルと共にジネッタ-ザイテック・GZ09Sからル・マン・シリーズの一部のレース、ル・マン24時間レースに参戦。開幕戦カステレ8時間レースで総合9位（LMP1クラス8位）でゴールしたが、ル・マンでは4周目にナイジェルがドライブするGZ09Sの左リアタイヤがパンクしてクラッシュを喫し、親子でのル・マン挑戦は終わった。

## レース戦績

### アメリカン・オープン＝ホイール・レーシング

#### アトランティック・チャンピオンシップ
| 年      | チーム                 | 1      | 2     | 3       | 4       | 5        | 6       | 7        | 8      | 9     | 10     | 11     | 順位 | ポイント |
| ------- | ---------------------- | ------ | ----- | ------- | ------- | -------- | ------- | -------- | ------ | ----- | ------ | ------ | ---- | -------- |
| 2008年  | ウォーカー・レーシング | LBH 19 | LS 11 | MTT Ret | EDM1 17 | EDM2 Ret | ROA1 13 | ROA2 Ret | TRR 13 | NJ 12 | UTA 16 | ATL 11 | 19位 | 68       |
| ソース: |                        |        |       |         |         |          |         |          |        |       |        |        |      |          |

- 太字はポールポジション、斜字はファステストラップ。(key)

### ル・マン24時間レース
| 年      | チーム                   | コ・ドライバー                          | 車両                      | クラス | 周回数 | 順位 | クラス 順位 |
| ------- | ------------------------ | --------------------------------------- | ------------------------- | ------ | ------ | ---- | ----------- |
| 2009年  | チーム・モデナ           | ピエール・エレット ローマン・ルシノフ   | フェラーリ・F430 GT2      | GT2    | 314    | 27位 | 7位         |
| 2010年  | ビーチディーン・マンセル | ナイジェル・マンセル グレッグ・マンセル | ジネッタ-ザイテック GZ09S | LMP1   | 4      | DNF  | DNF         |
| ソース: |                          |                                         |                           |        |        |      |             |